# Jeremy Bascom
Jeremy Bascom (* 15. Oktober 1983 in Linden) ist ein guyanischer Leichtathlet, der sich auf den Sprint spezialisiert hat.

## Sportliche Laufbahn
Erste internationale Erfahrungen sammelte Jeremy Bascom im Jahr 2007, als er bei den Südamerikameisterschaften in São Paulo mit 10,85 s und 21,92 s jeweils in der ersten Runde über 100 und 200 Meter ausschied. Im Jahr darauf erreichte er bei den Zentralamerika- und Karibikmeisterschaften (CAC) in Cali das Halbfinale im 100-Meter-Lauf und schied dort mit 10,47 s aus und über 200 Meter scheiterte er mit 22,13 s in der Vorrunde. 2010 gelangte er bei den Commonwealth Games in Neu-Delhi bis ins Viertelfinale über 100 Meter und schied dort mit 10,63 s aus. 2012 schied er dann bei den Hallenweltmeisterschaften in Istanbul mit 6,77 s im Halbfinale im 60-Meter-Lauf aus und anschließend nahm er über 100 Meter an den Olympischen Spielen in London teil und verpasste dort mit 10,31 s den Halbfinaleinzug. 2013 klassierte er sich bei den Südamerikameisterschaften in Cartagena mit 10,43 s auf dem fünften Platz über 100 Meter und im Jahr darauf schied er bei den Commonwealth Games in Glasgow mit 10,58 s in der ersten Runde über 100 Meter aus und wurde mit der guyanischen 4-mal-100-Meter-Staffel in der Vorrunde disqualifiziert. Anschließend schied er auch bei den Zentralamerika- und Karibikspielen in Xalapa mit 10,92 s im Vorlauf über 100 Meter aus und belegte mit der Staffel in 39,74 s den fünften Platz. 2021 scheiterte er dann mit 10,77 s in der ersten Runde über 100 Meter bei den Südamerikameisterschaften in Guayaquil und gewann im Staffelbewerb gemeinsam mit Emanuel Archibald, Akeem Stewart und Noelex Holder in 40,02 s die Bronzemedaille hinter den Teams aus Brasilien und Kolumbien.

## Persönliche Bestleistungen
- 100 Meter: 10,19 s (0,0 m/s), 6. Juli 2012 in Omaha
  - 60 Meter (Halle): 6,70 s, 20. Februar 2012 in New York City
- 200 Meter: 21,66 s (−0,1 m/s), 9. Juli 2011 in  New York City
  - 200 Meter: 21,96 s, 29. Januar 2005 in State College